# 波科謝韋
50°49′43″N 27°42′8″E / 50.82861°N 27.70222°E
波科謝韋（烏克蘭語：Покощеве），是烏克蘭北部的村莊，隸屬日托米爾州的茲維亞赫爾區。該村面積1.25平方公里，海拔高度207米，2001年人口153，人口密度每平方公里122.6人。